# Sophronisca nigrescens
Sophronisca nigrescens är en skalbaggsart som beskrevs av Stefan von Breuning 1947. Sophronisca nigrescens ingår i släktet Sophronisca och familjen långhorningar. Inga underarter finns listade i Catalogue of Life.